# Велики кнез Русије Николај Николајевич (1856–1929)
Велики кнез Русије Николај Николајевич (рус. Николај Николаевич Романов (младшиј – млађи ); 18. новембар 1856. — 5. јануар 1929) био је руски генерал у Првом светском рату (1914–1918). Син руског великог кнеза Николаја Николајевича (1831–1891) и унук руског цара Николаја I, био је главнокомандујући јединицама царске руске армије на главном фронту прве године рата, током владавина његовог првог рођака који је једном уклоњен, Николаја II. Иако га је Паул фон Хинденбург веома ценио, борио се са колосалним задатком вођења руских ратних напора против Немачке, укључујући стратегију, тактику, логистику и координацију са владом. После Горличко-Тарновске офанзиве 1915. године, цар Никола је заменио великог кнеза на месту главнокомандујућег војске. Касније је био успешан главнокомандујући у региону Кавказа. Накратко је био признат за цара 1922. у областима под контролом белог покрета на руском Далеком истоку.

## Биографија

### Породица
Веома висок човек (1,98 м / 6' 6"), Никола, назван по свом деди по оцу, цару, рођен је као најстарији син великом војводи Николају Николајевичу од Русије (1831–1891) и Александри Петровни од Олденбурга (1838). –1900) 18. новембра 1856. Његов отац је био шесто дете и трећи син рођен од Николе I од Русије и његове царице Александре Федоровне од Пруске (1798–1860). Александра Федоровна је била ћерка Фридриха Вилијама III од Пруске и Лујзе од Мекленбург-Стрелица.
Николајева мајка, ћерка првог рођака његовог оца, била је ћерка војводе Константина Петра од Олденбурга (1812–1881) и принцезе Терезе од Насауа (1815–1871). Његов деда по мајци био је син војводе Ђорђа од Олденбурга и руске велике војвоткиње Катарине Павловне, ћерке Павла I од Русије и Марије Фјодоровне од Виртемберга . (Катарина се касније поново удала за Вилијама I од Виртемберга .) Његова бака по мајци била је ћерка Вилхелма, војводе од Насауа (1792–1839) и принцезе Лујзе од Сакс-Хилдбургхаузена. Војвода од Насауа био је син Фридриха Вилхелма, војводе од Насауа (1768–1816) и бургравине Луизе Изабеле од Кирхберга . Његови бака и деда по оцу били су војвода Карл Кристијан од Насау-Вајлбурга (1735–1788) и Каролина од Оранж-Насауа. Каролина је била ћерка Вилијама ИВ Оранског и Ане, краљевске принцезе и принцезе од Оранжа. Ана је била најстарија ћерка Џорџа II од Велике Британије и Каролине од Ансбаха.
Велики војвода Никола је био први рођак цара Николаја II. Да би се разликовали између њих, велики кнез је у царској породици често био познат као „Николаша“: велики кнез је био познат и као „Никола Високи“, док је цар био „Никола Ниски“.

### Рана војна каријера
Велики кнез Никола се школовао у школи војних инжењера и добио је 1873. године. Током Руско-турског рата (1877–1878) био је у штабу свог оца који је био главнокомандујући. У овом рату истакао се у два наврата. Пробијао се кроз све чинове све док није постављен за команданта Гардијског хусарског пука 1884.
Имао је репутацију тврдог команданта, али га су његове трупе поштовале. Његово искуство је било више као тренер војника него као вођа у борби. Никола је био веома религиозан човек, молио се ујутру и увече, као и пре и после јела. Био је најсрећнији у земљи, ловио или бринуо о својим имањима.
До 1895. био је генерални инспектор коњице, дужност коју је обављао 10 година. Његов мандат је оцењен као успешан са реформама у обуци, коњичким школама, коњичким резервама и службама за ремонт. Није добио активну команду током руско-јапанског рата, можда зато што цар није желео да угрози престиж Романових и зато што је желео лојалног генерала који би командовао код куће у случају домаћих нереда. Тако Николас није имао прилику да стекне искуство у командовању на бојном пољу.
Велики кнез Никола је одиграо пресудну улогу током Револуције 1905 . Са ширењем нереда и будућношћу династије у питању, цар је имао избор да уведе реформе које је предложио гроф Сергеј Вите или да уведе војну диктатуру. Једини човек са престижем да задржи верност војске у таквом преврату био је велики војвода. Цар га је замолио да преузме улогу војног диктатора. У емотивној сцени у палати, Николас је то одбио, извукао пиштољ и запретио да ће се пуцати на лицу места ако цар не одобри Витеов план. Овај чин је био одлучујући у приморавању Николаја II да пристане на реформе.
Од 1905 . до избијања Првог светског рата био је командант Петербуршког војног округа. Тамо је имао репутацију да поставља људе скромног порекла на положаје власти. Поуке руско-јапанског рата избушене су у његове људе.

### Брак
Никола се 29. априла 1907. оженио црногорском принцезом Анастасијом (1869–1935), ћерком краља Николе И и сестром кнегиње Милице, која се удала за Николиног брата, великог кнеза Петра. Нису имали деце. Раније је била удата за Ђорђа Максимилијановича, шестог војводу од Леуцхтенберга, од којег је имала двоје деце, све до њиховог развода 1906. Пошто су Црногорци били жестоки словенски, антиосмански народ са Балкана, Анастасија је појачала пансловенске тенденције Николе.

### Лов
Никола је био ловац. Власништво над псима борзоје било је ограничено на припаднике највишег племства, а Николасови чопори су били добро познати. Након револуције, нова совјетска влада распродала је псе у његовој одгајивачници. Током свог живота, Николас и његови пси ухватили су стотине вукова. Употребљен је пар борзоја, који су ухватили вука, по један са сваке стране, док је Никола сјахао и ножем пререзао вуку врат. Лов је био његова главна рекреација, а он је путовао у свом приватном возу широм Русије са својим коњима и псима, у лову док је био на инспекцији.

### Први светски рат

#### Источни фронт
Велики кнез није учествовао у планирању и припремама за Први светски рат, за шта су били задужени генерал Владимир Сухомлинов и генералштаб. Уочи избијања Првог светског рата, његов први рођак, некада смењени, руски цар Николај II, попустио је молбама својих министара и именовао великог кнеза Николаја за врховну команду. Имао је 57 година и никада раније није командовао војском на терену, иако је скоро цео живот провео у активној служби. Његово именовање било је популарно у војсци. Њему је дата одговорност за највећу војску икада стављену на терен до тог датума. Он је подсетио да „... по пријему царске наредбе, провео је много времена плачући јер није знао како да приступи својим новим дужностима“.
Дана 14. августа 1914. објавио је Манифест пољском народу.
Велики кнез Никола је био одговоран за све руске снаге које су се бориле против Немачке, Аустроугарске и Османског царства . Одлучио је да њихов главни напор мора бити у Пољској, која је гурала према Немачкој као истурена, окружена немачком Источном Пруском на северу и Аустроугарском Галицијом на југу. Планирао је да се прво посвети боковима, а када буду били сигурни да нападну немачку Шлезију. На северу је лоша координација две инвазионе руске војске резултирала катастрофом Таненберга . На југу су освојили велики део Галиције. Њихово касније кретање према Шлезији блокирала је битка на реци Висли и Битка код Лоџа . Велики војвода је бирао и бирао између разних планова које су понудили његови генерали. Велики кнез је молио за артиљерију и муницију која им је очајнички недостајала, па није могао да крене у кохерентан план победе. Никола је дошао на власт због свог краљевског статуса и царевог веровања да бог води његову одлуку. Недостајали су му широки стратешки смисао и немилосрдни нагон да командује свим руским армијама. Његов штаб је имао чудно мирну атмосферу, упркос бројним поразима и милионима жртава. Подбацио је у стратегији и тактици, као и у логистици, избору генерала, одржавању морала и добијању подршке од владе. На личном плану, био је веома вољен и од стране официра и мушкараца.
После Великог повлачења руске војске, начелник Генералштаба Николај Јанушкевич, уз пуну подршку великог кнеза Николаја, наредио је војсци да опустоши пограничне територије и протера „непријатељске“ народе у њима. Руске власти су покренуле погроме над немачким становништвом у руским градовима, масакрирали Јевреје у њиховим градовима и селима и депортовали 500.000 Јевреја и 250.000 Немаца у руску унутрашњост. 11. јуна 1915. почео је погром над Немцима у Петрограду, са преко 500 фабрика, продавница и канцеларија опљачкано и мафијашким насиљем над Немцима.  Руски војни врх сматрао је муслимане, Немце и Пољаке издајницима и шпијунима, док су Јевреји сматрани политичким непоузданима.
Као резултат његовог неуспеха, цар је 21. августа 1915. сменио великог кнеза са места команданта руских оружаних снага и преузео личну команду.

#### Кавказ
По разрешењу, велики кнез је одмах именован за главног команданта и намесника на Кавказу (заменивши грофа Илариона Воронцова-Дашкова ). Док је велики кнез званично командовао, генерал Николај Николајевич Јуденич је био покретачка фигура у руској Кавкаској војсци, тако да се велики кнез фокусирао на цивилну администрацију. Противник им је било Османско царство . Док је велики кнез командовао, руска војска је послала експедиционе снаге у Персију да се повежу са британским трупама. Такође 1916. године руска војска је заузела град тврђаву Ерзерум, луку Трапезунд и град Ерзинкан. Турци су одговорили својом офанзивом. Борбе око језера Ван су се кретале напред-назад, али су се на крају показале неубедљивима.
Наводи се да је током посете гарнизону Костроме срео Саида Нурсија, познатог муслиманског свештеника који је био ратни заробљеник. Због Нурсијевог непоштовања (одбио је да прво поздрави великог војводу рекавши да су верници старији од неверника), велики кнез је наредио да га погубе. Али након што је видео Нурсијеву оданост својој вери током његове последње молитве, велики војвода се предомислио и амнестирао Нурсија. Међутим, ништа у записима великог војводе не сугерише да би он уопште размишљао о таквом ратном злочину. У то време је позивао цара да оснује факултете за обуку муслиманских свештеника како не би морали да студирају у иностранству.
Никола је покушао да изгради железницу од руске Грузије до освојених територија како би допремио више залиха за нову офанзиву 1917. Али, у марту 1917. године, цар је збачен и руска војска је почела полако да се распада.

## Револуција
Фебруарска револуција затекла је Николу на Кавказу. Император га је, у свом последњем службеном акту, именовао за врховног команданта, и био је дивље примљен док је путовао у штаб у Могиљеву ; међутим, у року од 24 сата од његовог доласка, нови премијер, принц Георгиј Лвов, отказао је своје именовање. Наредне две године Николас је провео на Криму, понекад у кућном притвору, мало учествујући у политици. Чини се да је постојало одређено осећање да он буде на челу снага Беле армије активних у јужној Русији у то време, али су се руководиоци, посебно генерал Антон Дењикин, плашили да ће јака монархистичка фигура отуђити левичаре оријентисане конституенте кретање. Он и његова супруга су побегли непосредно испред Црвене армије у априлу 1919, на бојном броду британске Краљевске морнарице ХМС Марлборо.
Дана 8. августа 1922. године, Николај је проглашен за цара целе Русије од стране Земског сабора Приамурја на Далеком истоку од стране белоармејског генерала Михаила Дитерихса. Николас је већ живео у иностранству и самим тим није био присутан. Два месеца касније област Приамурја је пала у руке бољшевика.

## У егзилу
Након боравка у Ђенови као гост свог зета, италијанског краља Виктора Емануела III, Никола и његова супруга су се настанили у малом замку у Шоањи, 20 mi (32 km) изван Париза. Био је под заштитом француске тајне полиције као и малог броја верних козачких слуга.
Постао је симболична фигура антисовјетског руског монархистичког покрета, након што је 16. новембра 1924. преузео врховну команду над свим руским снагама у егзилу, а тиме и над Руским свевојним савезом, који је основан у Краљевини Срба, Хрвата и Словенаца генерала Петра Врангела два месеца раније. Монархисти су правили планове да пошаљу агенте у Русију. Насупрот томе, главни приоритет совјетске тајне полиције био је да продре у ову монархистичку организацију и да киднапује Николу. У првом су били успешни, инфилтрирајући се у групу са шпијунима ( ОГПУ је касније намамио антибољшевичког британског шпијуна Сиднија Рајлија назад у Совјетски Савез (1925) где је убијен). Николу, међутим, нису успели да отму. Још у јуну 1927. монархисти су успели да покрену бомбу у затвору Лубјанка у Москви.
Велики војвода Никола умро је 5. јануара 1929. природном смрћу на Француској ривијери, где је отишао да побегне од зиме. Првобитно је сахрањен у цркви Светог Арханђела Михаила у Кану, Француска. 2014. године Николај Романов, кнез Русије (1922–2014) и кнез Димитри Романов (1926–2016) затражили су пренос његових посмртних остатака. Тела Николаса Николајевича и његове супруге поново су сахрањена у Москви на меморијалном војном гробљу Првог светског рата у мају 2015.

## Почасти и награде
Велики кнез је добио неколико руских и страних одликовања:
- Витез 4. класе Ордена Светог Ђорђа – 1877
- Витез 3. степена Ордена Светог Ђорђа – 1914
- Витез 2. класе Ордена Светог Ђорђа – 1915
- Витез ордена Светог Андреја Првозваног – 1856
- Витез Ордена Светог Александра Невског – 1856
- Витез I степена Ордена Свете Ане – 1856
- Витез I класе Ордена Светог Станислава – 1856
- Витез царског ордена белог орла – 1856
- Витез I степена царског ордена Светог кнеза Владимира – 1896

Странa
- Витез ордена Пресветог Благовештења ( Краљевина Италија) – 18. јун 1890 [18] – током посете Русији краља Виктора Емануила III [19]
- Витез Реда слона ( Данска) – 19. јул 1909. [20]
- Велики крст Ордена Искупитеља ( Краљевина Грчка)
- Велики крст Лудвиговог реда ( Велико војводство Хесен и Рајна ) – 10. март 1886 [21]
- Велики крст кућног ордена Вендске круне ( Мекленбург)
- Велики крст Ордена Данила И ( Кнежевина Црна Гора)
- Велики крст куће и орден за заслуге Петра Фредерика Луја, са златном круном ( Велико војводство Олденбург ) – 7. децембар 1856. [22]
- Витез Ордена Црног орла ( Краљевина Пруска) - 23. март 1877[23]
- Поур ле Мерите (војна) (Краљевина Пруска) – 22. март 1879 [23]
- Велики крст Таковског крста ( Краљевина Србија) [24]
- Велики крст Ордена Звезде Румуније ( Краљевина Румунија)
- Велики крст Мађарског краљевског реда Светог Стефана ( Аустроугарска) – 1896 [25]
- Велики крст Легије части ( Француска) – јануар 1897. [26]
- Велики крст Ордена Виртембершке круне ( Краљевина Виртемберг ) – 1882 [27]

## У популарној култури
Велики војвода Никола је приказан у филму Никола и Александра из 1971. Харија Ендруза и у телевизијској драми Пад орлова Џона Филипса из 1974. године.